# Moma fasciata
Moma fasciata är en fjärilsart som beskrevs av Lenz. Moma fasciata ingår i släktet Moma och familjen Pantheidae. Inga underarter finns listade i Catalogue of Life.